# Massariosphaeria vitalbae
Massariosphaeria vitalbae är en svampart som först beskrevs av Niessl, och fick sitt nu gällande namn av Ahn & Shearer 1998. Massariosphaeria vitalbae ingår i släktet Massariosphaeria, ordningen Pleosporales, klassen Dothideomycetes, divisionen sporsäcksvampar och riket svampar.   Inga underarter finns listade i Catalogue of Life.